# کارلتن (مینه‌سوتا)
کارلتن، مینه‌سوتا (به انگلیسی: Carlton, Minnesota) یک شهر در ایالات متحده آمریکا است که در مینه‌سوتا واقع شده‌است.

## خصوصیات
کارلتن ۵٫۸۸ کیلومترمربع مساحت و ۸۶۲ نفر جمعیت دارد و ۳۳۰ متر بالاتر از سطح دریا واقع شده‌است.